# La bisbetica domata (film 1913)
La bisbetica domata è un cortometraggio del 1913 diretto da Arrigo Frusta.